# Coroana Australă (constelație)
Coroana Australă (în latină Corona Australis, sau Corona Austrina) este o constelație din emisfera sudică. Numele ei înseamnă în latină Coroana Sudică și este corespondentul sudic al Coroanei Boreale (Coroana Nordică).

## Descriere și localizare

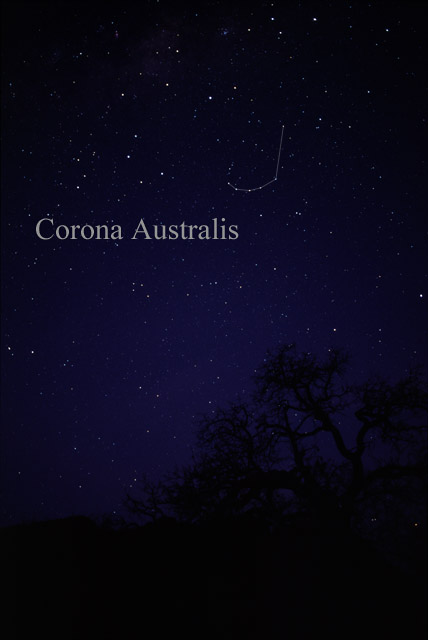
Constelația Coroana Australă văzută cu ochiul liber. Pentru identificarea mai ușoară au fost trasate linii între stele.

Coroana Australă este o mică constelație sudică mărginită de constelația Săgetătorul la nord, de Scorpionul la vest, de Telescopul la sud și de Altarul la sud-vest. Are forma unui arc de stele - format din șase stele pincipale - dintre care cea mai luminoasă nu atinge o magnitudinea mai mică de 4. Granițele sale oficiale, asa cum au fost trasate de Eugène Delporte în 1930, formează un poligon cu patru laturi. Din România nu se poate vedea în întregime, se pot însă observa pe cerul senin - în nopțiile din miezul verii - stelele sale cele mai nordice.

## Istorie
Se pare că Coroana Australă a fost înregistrată încă de mesopotamieni în MUL.APIN sub numele de MA.GUR („Barca”). Totuși s-ar putea să fie vorba, în cazul acestei constelații învecinată cu SUHUR.MASH („Peștele Țap” - Capricornul modern) de Epsilon Sagittarii. Ca parte a cerului sudic MA.GUR era una dintre cele cinsprezece „stele ale lui Ea”. Coroana Australă este una dintre cele 48 de constelații antice menționate de Ptolemeu în catalogul său. El o descrie însă conținănd Alpha Telescopii, stea care ulterior va fi considerată ca făcând parte din constelația Telescopul. Considerând-o constituită din 13 stele, Ptolemeu a numit-o Στεφάνος νοτιος (Stephanos notios), „Cununa Sudică”. Alți autori au asociat-o fie cu Săgetătorul (după al cărui cap ar fi căzut) - caz în care era denumit-ă Corona Sagitarii - fie cu Centaurul. La fel, romanii numeau Coroana Australă „Coroana de aur a Săgetătorului”. În secolul al V-lea d.Hr. era cunoscută sub numele Parvum Coelum („Bolta” sau „Micul Cer”). În secul al XVIII-lea, astronomul francez Jérôme Lalande a numit-o Sertum Australe („Ghirlanda sudică”) și Orbiculus Capitis iar poetul german Philippus Caesius îi spunea Corolla („Coronița” sau „Coroana mică”) și o lega de Coroana Vieții Eterne din Noul Testament.
În 1922, Uniunea Astronomică Internațională (UAI) a limitat la trei litere - „CrA” - denumirea abreviată. Iar, în 1932 numele i-a fost schimbat - de către UAI- din „Corona Australis” în „Corona Austrina”. Totuși denumirea mai folosită este cea inițială.

## Mitologie
Coroana Australă a fost asociată cu mitul lui Bacchus și al Semelei. Jupiter a lăsat-o însărcinată pe Semele lucru care a făcut-o geloasă pe soția acestuia, Iunona. Iunona a convins-o pe Semele să îi ceară lui Jupiter să i se arate în deplina lui splendoare, splendoare care avea s-o ardă de vie pe biata muritoare. Bacchus, fiul nenăscut al Semelei și al lui Jupiter, crescând mare și devenind zeul vinului și-a onorat mama moartă punând o cunună pe cer.
Coordonate:  19h 00m 00s, −40° 00′ 00″